# نفث النار

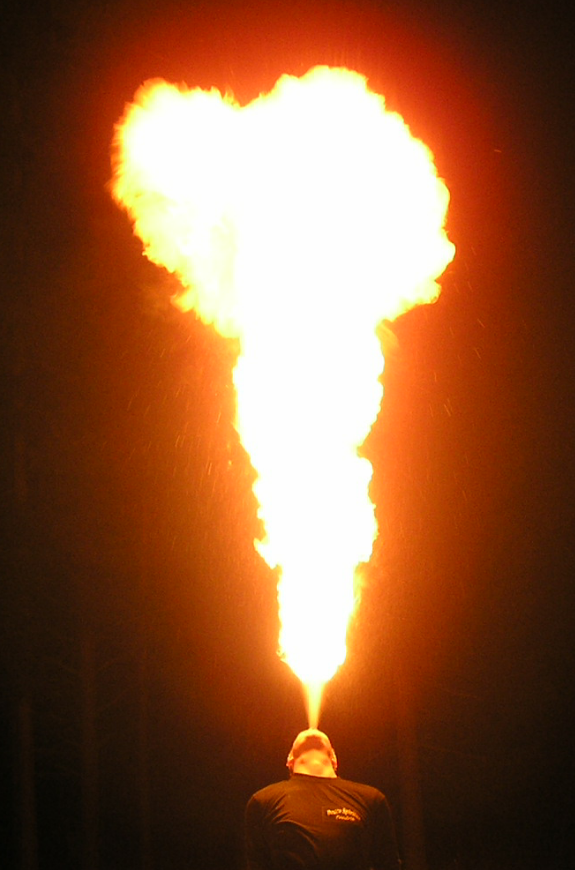
فريدريك كارلسون، حامل الرقم القياسي العالمي في موسوعة غينيس، ينفث النيران بأغنية "أنفاس التنين"

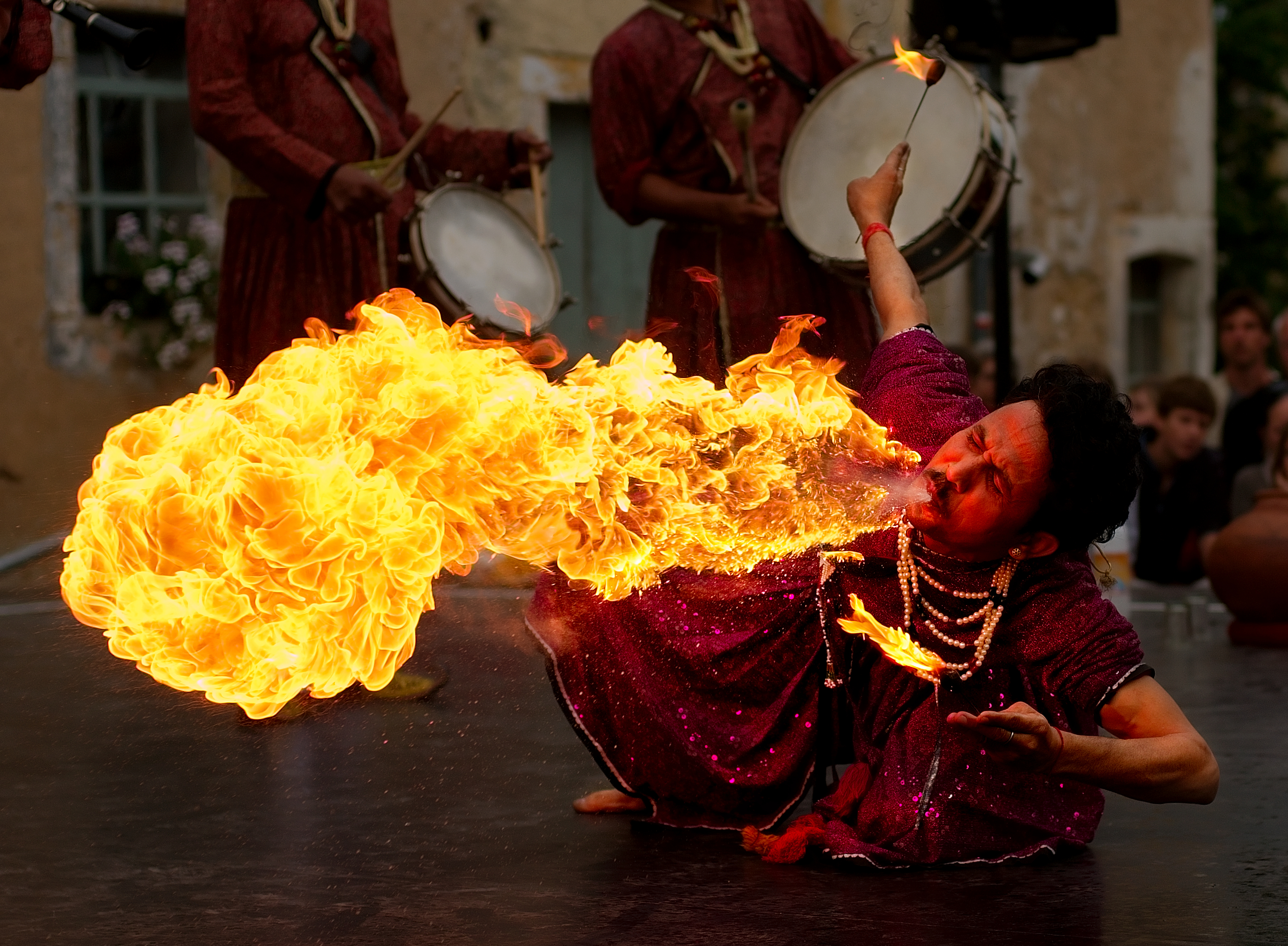
نفث النار

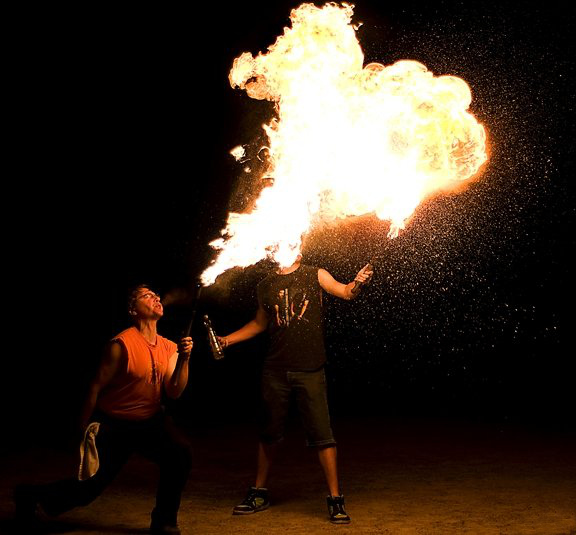
أنفاس التنين، حيث يستمر نفث النار في تغذية شعلة بالحجم الكامل

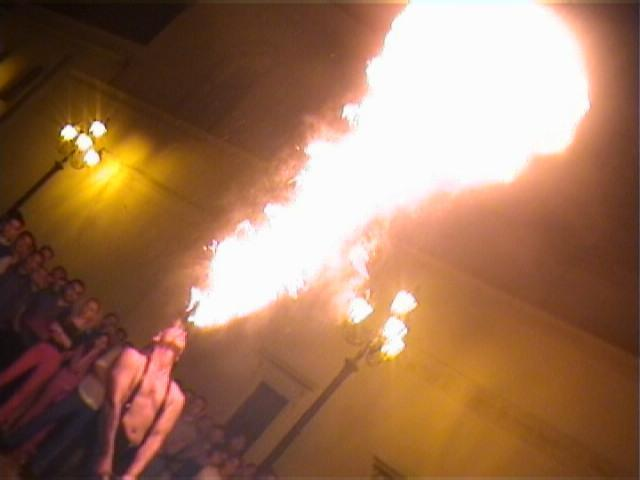
مؤدي الشارع نفث النار

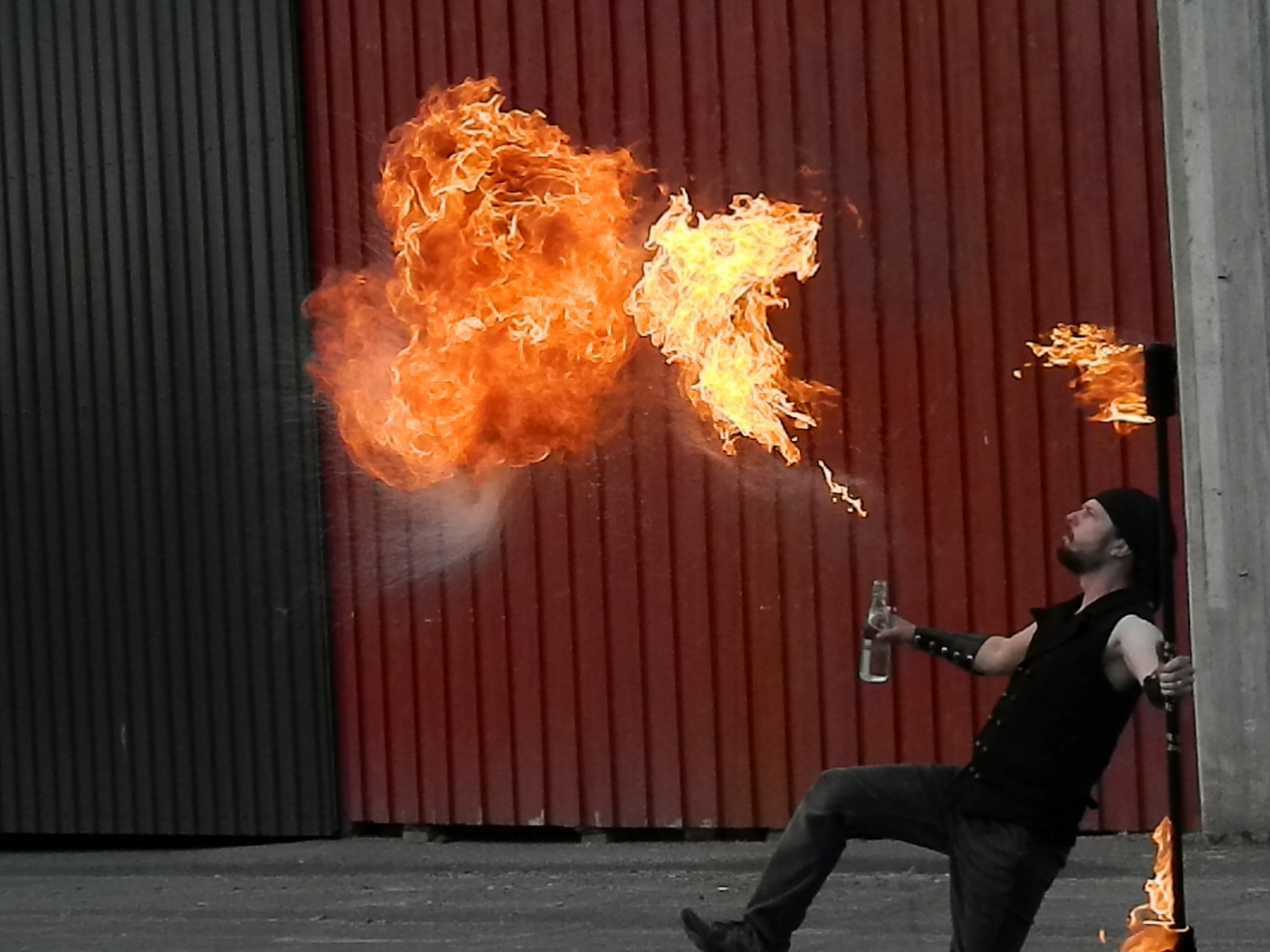
مطلق النار

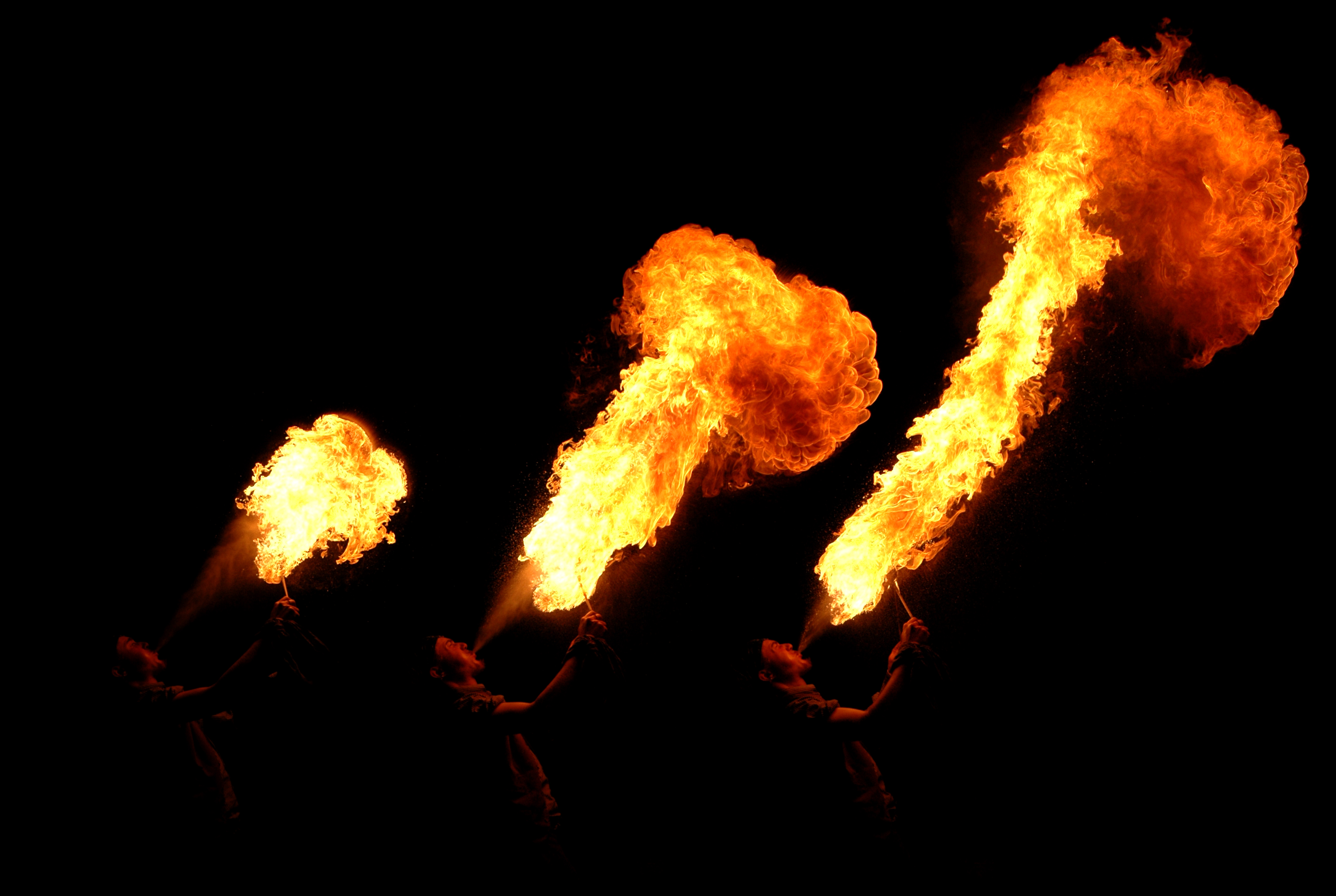
مركب الفاصل الزمني لنفث النار

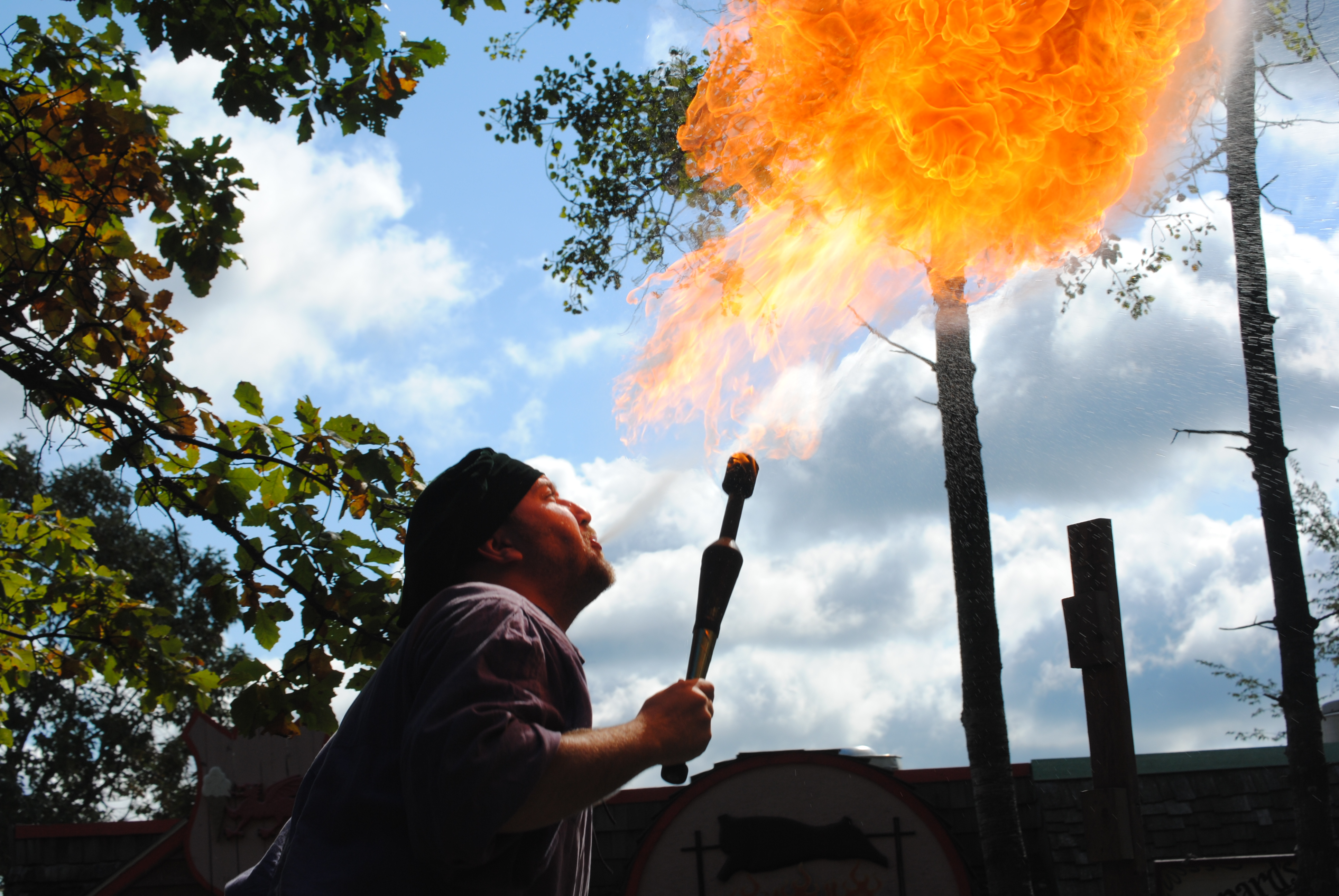
نفث ناري

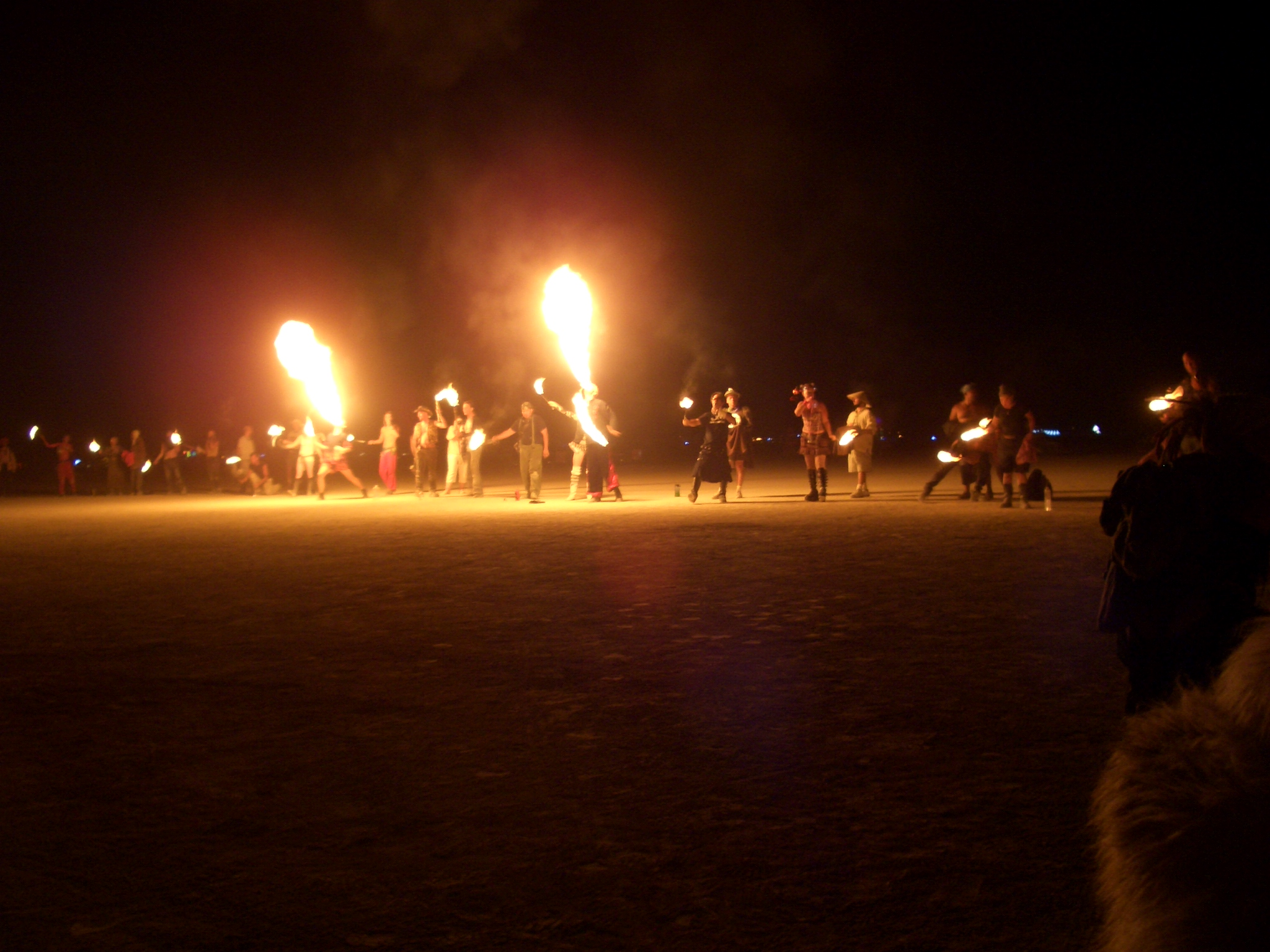
65 شخص ينفّذون في آن واحد خلال مهرجان الرجل المحترق 2005

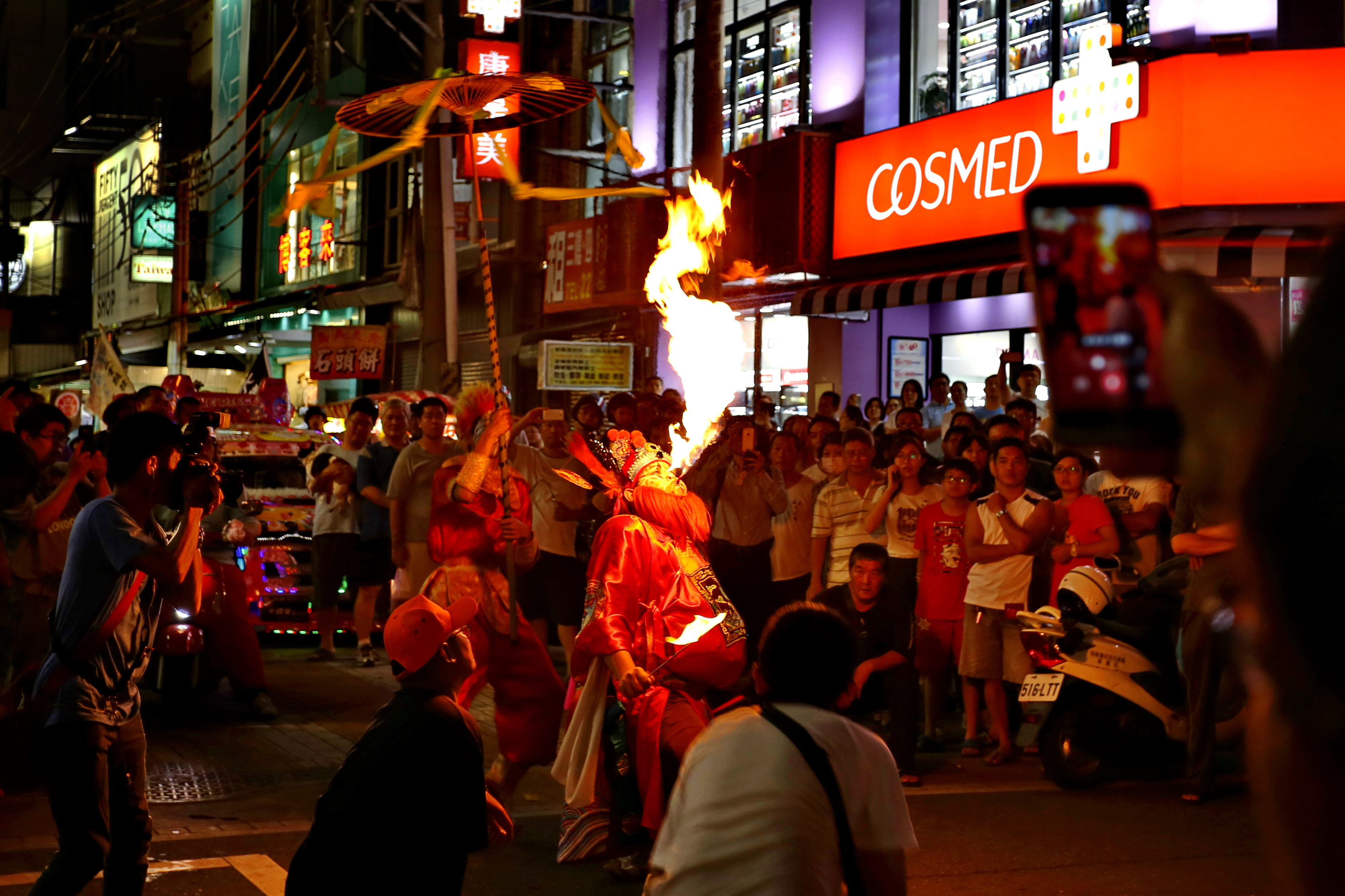
أداء نفث النار في موكب با جيا جيانغ في تايوان

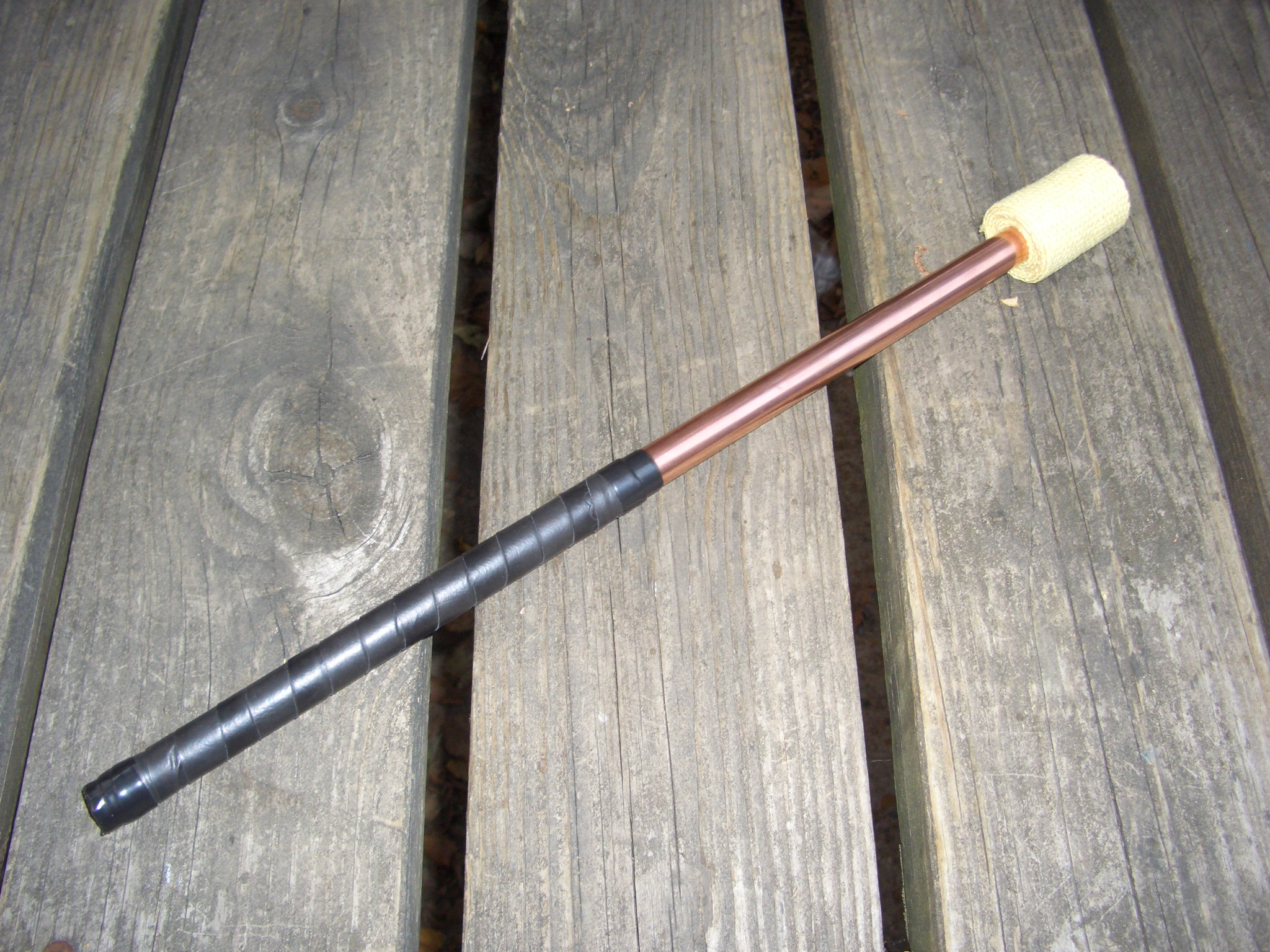
شعلة بسيطة لنفث النار

نفث النار هو عملية صنع عمود أو تيار من النار عن طريق نفث ضباب دقيق من الوقود عبر الفم فوق اللهب المكشوف. بغض النظر عن الاحتياطات المتخذة، فهو دائمًا نشاط خطير، لكن التقنية المناسبة والوقود الصحيح يقللان من خطر الإصابة بحروق أو الوفاة.

## أداء العملية
تجري عملية نفث النار من قبل كل من المحترفين والهواة. عادة ما يدمج نافث النار المحترف مهارة أداء الحريق في عرض حيث تُنفّذ مهارات النار الأخرى. يعزز عنصر الخطر في أداء نفث النيران ومهارات النار الأخرى المشهد الترفيهي للعديد من أفراد الجمهور.

## التمرن
يتمرن الغالبية العظمى من محترفي نفث النيران من قبل محترف متمرس ويوصى بشدة بتجنب التعلم ذاتيا بسبب المخاطر الشديدة. معظم الأشخاص الذين يجري تعليمهم مهارات نفث النار هم فنانون متمرسون في حد ذاتها ويجري تعليمهم بشرط عدم نقل المهارات حتى يصبحوا مؤدين معترف بهم. تقريبا جميع الحوادث المسجلة للإصابة الخطيرة عن طريق نفث النيران تشمل أفرادا غير مدربين، غالبا تحت تأثير الكحول. وعادة ما يكون استخدام وقود غير مناسب عاملا مساهما قويا.

## الصحة والسلامة
ينطوي الأداء بالنار على العديد من المخاطر الكامنة على صحة وسلامة الممارسين. ونفث النار بالخصوص لديه مجموعة واسعة من المخاطر بسبب التقنية المطلوبة لخلق التأثير. يعد وجود مساعد سلامة مدرب على اكتشاف الحرائق مع بطانية حريق ومطفأة حريق من أفضل الممارسات المناسبة عند تأدية عملية نفث النار وهو بند إلزامي في معظم بوالص التأمين لمن يقومون بنفث النيران من المحترفين.

#### الوقود
لزيادة السلامة، يجب على نافثي النار تجنب أنواع الوقود شديدة الاحتراق مثل الكحول والوقود ومعظم البتروكيماويات، وبدلا من ذلك تستخدام مواد قابلة للاحتراق أكثر أمانا مع نقطة اشتعال أعلى (أقل من 50 درجة مئوية). نظرا لنقطة الوميض الآمنة نسبيا (≈90 درجة مئوية)، فإن البارافين أو زيت المصباح عالي النقاء هو الوقود المفضل للنفث النار. وعلى الرغم من ثبوت امكانية استخدام نشا الذرة كوقود غير سام، إلا أن مخاطر الاستنشاق تزيد من خطر الإصابة بالتهابات الرئة.
تشمل أنواع الوقود التي تعتبر خطيرة بشكل خاص ما يلي:
- يمكن امتصاص الإيثانول في مجرى الدم دون شربه. وبالتالي فإن محاولة نفث النار بالإيثانول يمكن أن تسبب التسمم.
- يحتوي الميثانول (المستخدم مع العديد من وصفات اللهب الملونة) على مجموعة متنوعة من نواقل الدخول ويمكن أن يسبب العمى أو الاضطرابات العصبية.
- يمكن أن تؤدي أنواع الوقود ذات نقطة الوميض المنخفضة جدًا مثل النافثا والبيوتان والبروبان إلى تراكم بخار مكثف في تجويف الفم مما يؤدي إلى الاحتراق الداخلي، وهو ما سيسبب إتلاف الفم أو الرئتين. النفثا أيضًا مادة مسرطنة تمامًا، والوظائف التي تعتمد على الأداء تنطوي على مخاطر عالية للإصابة بسرطان الفم.
- غالبًا ما تحتوي أنواع الوقود الشائعة مثل البنزين والكيروسين على إضافات مسرطنة أو منتجات ثانوية للتكرير، مثل مركبات الكبريت أو البنزين. كما أنها أسهل بكثير في الاشتعال، وحتى نافث النيران المحترف سيكون معرضًا لخطر الإصابة باستخدام هذه الأنواع من الوقود.

#### الاشتعال الذاتي
هناك خطر من الاشتعال الذاتي أثناء إجراء نفث النار. وتكون المخاطر أكبر عند استخدام أنواع وقود ذات نقطة وميض منخفضة، وأقمشة غير مناسبة في الملابس (مثل البوليستر)، وارتداء عناصر أو منتجات أخرى قابلة للاشتعال (مثل مثبتات الشعر)، والتقنية السيئة والأداء في الأماكن غير المناسبة.

#### الصحة
عند نفث النار بوقود خاطئ، أو عند استخدام أسلوب غير مناسب، يمكن أن يؤدي نفث النار إلى زيادة مخاطر:
- الموت
- الحروق الشديدة
- الالتهاب الرئوي الناتج عن نفث النار، وهو نوع مميز من التهاب الرئوي الشحمي[4]
- متلازمة الضائقة التنفسية الحادة
- مشاكل الفم والأسنان
- تسمم الوقود
- سعال جاف
- الصداع، والدوخة، والشعور بسوء حالة سكر
- آلام في البطن وإسهال
- الغثيان والتقيؤ
- جفاف اللسان والفم
- فقدان التذوق
- جفاف الجلد وحروق موضعية
- سرطان الفم أو الحلق نتيجة التعرض للبتروكيماويات

## التاريخ
استخدم العبد الروماني يونس تنفس النار في محاولة لإقناع زملائه العبيد بأنهم يمتلكون قدرات خارقة للطبيعة حتى يتمكنوا من الثورة ضد السلطات الرومانية.:209وللقيام بذلك، أخفى يونس قشرة جوز تحتوي على مادة مشتعلة في فمه.

## في الثقافة الحديثة
غالبًا ما يُضمّن جين سيمونز من فرقة الروك كيس نفث النيران في عروض الفرقة. وهو "أمر خطير للغاية"، لاحظ. "إذا لم تقم بتفجيرها ولم تنفجر بالطريقة الصحيحة، فإنها ستعود إليك. النصيحة هي [لمن أراد أن يبدأ في نفث النار]... لا تفعل ذلك. لا يستحق كل هذا العناء. " 
كان كريستيان جاكوبس، المغني الرئيسي في فرقة أكواباتس لموسيقى الروك الكوميدية في كاليفورنيا / نيو ويف / سكا، ينفث النار بانتظام لبدء عروض الفرقة خلال أواخر التسعينيات وأوائل القرن الحادي والعشرين. قام مايك أود، مطرب فرقة موسيقى الروزماري الصخرية والرعب المعدنية Billygoat، بتضمين نفث النار في العديد من الأعمال المثيرة الغريبة للفرقة، إلى جانب أشكال أخرى من الألعاب النارية صغيرة الحجم.  اعتاد زوران جيكي، عازف الجيتار في فرقة الروك الصربية واليوغسلافية كيربر، أداء نفث النار على خشبة المسرح. في عام 1984، خلال حفل موسيقي في الهواء الطلق، أصيب بحروق من الدرجة الثانية أثناء محاولته نفث النار في ظروف الرياح. بعد هذه الحادثة منعه باقي أعضاء الفرقة من الاستمرار في أداء الحيلة.

## أرقام قياسية عالمية

#### نفث النار المتزامن
جرى تسجيل الرقم القياسي العالمي لعدد الأشخاص الذين يتنفثون النار في وقت واحد في 23 أبريل 2009 من قبل 293 طالبًا في مدينة ماستريخت الهولندية كجزء من حدث راجويك الخيري.

#### تبادل نفث النار
في أغسطس 2007، سُجل الرقم القياسي لأكبر ممر لتنفس النار في مهرجان مهرجان الرجل المحترق في بلاك روك ديزرت، نيفادا؛ جرى تمرير نفس واحد إلى 21 شخصًا قبل أن تنطفئ الشعلة.

#### أعلى شعلة
الرقم القياسي العالمي لأعلى شعلة هو 8.05 م (26 قدم 5 بوصة)، أجريت بواسطة أنطونيو ريستيفو في مستودع في لاس فيجاس، نيفادا، الولايات المتحدة الأمريكية، في 11 يناير 2011.

#### أطول لهب
أكثر حرائق متتالية تنفجر بواسطة فم واحد من الوقود (بدون إعادة التزود بالوقود) هي 387، حققها توبياس بوشيك (ألمانيا) في نوينبورغ، ألمانيا، في 1 أغسطس 2015. 
أكثر أنواع اللهب التي فُجرت في دقيقة واحدة هي 189 (مع إعادة التزود بالوقود) وتم تحقيقها بواسطة تشو جيانجاو (الصين) في مجموعة سي سي تي في- موسوعة جينيس للأرقام القياسية الخاصة في جيانغين، جيانغسو، الصين في 9 يناير 2015. 
أكثر أنواع اللهب التي فجرت في 30 ثانية هي 55 (مع إعادة التزود بالوقود) ويحتفظ بها كريستوفر كامبل المعروف أيضًا باسم FenyxFyre (كندا) في لندن، أونتاريو، كندا، في 26 يناير 2021. قرر كريستوفر تجربة هذا اللقب كجزء من رحلته للتعافي بعد تعرضه للهجوم في مسقط رأسه في عام 2011.